# Kostel svatého Jakuba (Jemnice)
Kostel svatého Jakuba (případně Kostel svatého Jakuba staršího) se nachází na terénní výspě nad údolím řeky Želetavky na hřbitově v severozápadní části města Jemnice ve čtvrti Podolí, je filiálním kostelem římskokatolické farnosti Jemnice. Kostel je pozdně románskou jednolodní stavbou s románskou válcovou věží, kostel má gotický presbytář, věž je postavena na rotundě z počátku 12. století. Kostel je chráněn jako kulturní památka České republiky.
V kostele jsou heraldické náhrobky, obrazy svatého Františka z Assisi a svaté Veroniky, oba pochází z doby kolem poloviny 18. století. V kostele je také hlavní oltář z roku 1836 s obrazem svatého Jakuba od Matyáše Šťastného, vedlejší oltář pochází z roku 1853.

## Historie
Kostel sv. Jakuba v Podolí je nejstarší kostel ve městě. V historii Jemnice rozlišujeme dva svatojakubské kostely ve stejném místě:
první svatojakubský kostel – románská rotunda s věží, z něhož zůstala do dnešních dob zachována válcová věž (nejstarší dochovaná kostelní věž na Moravě vůbec) a železný zvon s datem 1118,
druhý svatojakubský kostel – románský jednolodní.
První svatojakubský kostel – románská rotunda s věží
Kostel byl postaven v lokalitě původně plánované trhové vsi (dnešní čtvrť Podolí). Rotunda byla stavbou s válcovým presbytářem, apsidou a válcové věže s románskými okny a středovým pilířem z tesaného kamene, věž byla navýšena barokní přístavbou.
Byla součástí hrazeného románského knížecího dvorce, který si podle tradice dala začátkem 12. století zbudovat vdova královna Svatava Polská jako své občasné („letní“) sídlo na Moravě. Podle stejného zdroje vedle obytné části dvorce byla ke stávající rotundě přistavěna válcová věž – později zvonice, která má do čtyř stran sdružená románská okna. V té době věže nebo empory mnohdy nesouvisejí ani tak s provozem kostela, jako spíše s jeho útočištnou (refugiální) či obranou funkcí - v bouřlivých dobách mohly sloužit jako útočiště privilegované místo obrany jeho vlastníka, kdežto zbývající část kostela byla určena jako útočiště ostatních věřících. Nejpregnantněji úlohu takové věže dokládá kostel v Propsteibergu. Zedníci kvůli existující rotundě nemohli stavět lešení a tak věž nebyla postavena v ose kostela, ale mimo ní. Ve zvonici byl umístěn menší železný zvon, s datem 1118. Podle tohoto se usuzovalo, že zvonice byla dokončena tohoto roku.
Tradici potvrdil archeologický průzkum provedený v této lokalitě v období 1971 – 1973. Ve zprávě z roku 1974 se uvádí: „rotunda byla vybudovaná na svažujícím se hlinitopísčitém podloží ostrožny již někdy v první čtvrti 12. století. K válcové lodi o nepatrně kolísajícím průměru /minimálně 650 cm/ při nadzemní síle zdiva 140 cm, jež byla pravděpodobně vyklenuta kopulí, se na východě pojila velká, patrně konchou sklenutá podkovovitá apsida o maximální síle zdiva 120 cm a na západě válcová věž. Tato měla pouze schodišťovou funkci a byla zároveň zvonicí“. Na jiném místě se uvádí:  „Válcová zvonice, spočívající, jak se zdá, na kvadratické kamenné substrukci, nebyla napojena na rotundu axiálně, jak se původně předpokládalo. Zpřístupňovala vchodem v patře emporu rotundy, jak tomu bylo u karolinských a otonských kaplí. Šlo tedy o emporový a zároveň farní kostel vybudovaný patrně na zeměpanském dvorci, jenž byl hospodářským ústředím knížecího dominia 12. století v  předlokační hornické vsi v Podolí. Jde o jedinou dosud známou stavbu tohoto funkčně chronologického typu na Moravě, jejíž jedinou analogii v Čechách představuje rotunda sv. Jiří na Řípu“.
V souvislosti s kostelem sv. Jakuba v Podolí je rotunda „jako kaple připojená s posvěceným oltářem sloužící jako sakristie“ zmiňována ještě v záznamu děkanské matriky v Telči k roku 1662. Při požáru v roce 1700 došlo k jejímu silnému poškození. Zbořena byla ze statických důvodů koncem 18. století. Věž zůstala stát a sloužila dál jako zvonice.
Druhý svatojakubský kostel – románský jednolodní.
V roce 1197 došlo mezi bratry Vladislavem Jindřichem a Přemyslem Otakarem k usmíření a dohodě, podle které, jak praví kronikář: „že oba zároveň onen na Moravě, tento v Čechách panovati budou, a aby, majíce oba jednu mysl, měli též i jedno knížectví, což až podnes mezi nimi nedotknuto trvá“. Na jejím základě byla v období 1209 až 1213 vláda na celé Moravě sjednocena pod Vladislavem Jindřichem a moravští údělnící mu složili vazalský slib.
Tak jako ztratila na významu údělná knížectví, ztratila na významu i hospodářská ústřední knížecí dominia včetně toho v Podolí. Na významu nabývají města. Kolem roku 1227 jsou na protějším břehu Želetavky stavěny hradby a vzniká „královské“ město. Za vlády Přemysla Otakara II. v jeho sousedství započato se stavbou zeměpanského sídla (královského hradu) v „nové“ Jemnici. Opuštěná obytná budova dvorce v Podolí byla přestavěna na kostel a zůstala zachována v nynější lodi kostela sv. Jakuba. Dříve se též uvádělo, že panské sídlo v podobě dřevěného dvorce bylo zbořeno a na jeho místě postaven kamenný kostel. Prvně uvedená teorie je pravděpodobnější, protože při opravě omítek v roce 1999 byl zjištěn zbytek malého okna původní stavby ve výši 170 cm nad podlahou.
Kostel stojí na výspě prudce spadající k pravému břehu řeky Želetavky; ta omezoval rozměry obytné budovy dvorce i kostela. Loď kostela proto zůstala původního obdélníkového tvaru o rozměrech 17 x 10 m. Na východní straně byla přistavěna půlkruhová apsida v šíři a délce 4 metry. Strop byl trámový, výška kostela asi o 1/3 dnešní výšky nižší. Na jižní straně proražena tři románská okna. Byl farním kostelem a současně hřbitovní svatyní, protože v jeho okolí byl zřízen hřbitov. Prvním známým farářem z Jemnice je farář Viktor (1226).
K velké přestavbě kostela došlo po roce 1500. Malá půlkruhová apsida byla nahrazena trojboce uzavřeným pozdně gotickým kněžištěm, které je oproti lodi kostela na severní straně odsazeno zhruba o šíři zdi. Je zaklenuto síťovou žebrovou klenbou a pole mezi žebry jsou vyzdobena nástěnnými malbami představujícími 28 církevních postav; klenba je datována do roku 1515. Prosvětluje ho 5 gotických oken. Vzácným dílem kamenického umění je vysoké pozdně gotické pastoforium (též sanktuarium) v presbytáři na evangelní straně s vytesaným letopočtem 1518. Zvenčí je opatřeno opěrnými pilíři. Aby k přístavbě vůbec mohlo dojít, musela být předtím na východní straně vystavěna ve vzdálenosti cca 20 metrů lodi kostela nová opěrná zeď s mohutnými pilíři.
V roce 1658 kostel přestal být farním kostelem jemnické farnosti, ta byla přesunuta do nově postaveného kostela sv. Stanislava na náměstí Svobody. Kostel vyhořel v roce 1832, pak byl mezi lety 1849 a 1851 opraven a přestavěn, byla zaklenuta kostelní loď a v západní části kostela byla přistavěna hudební kruchta. V roce 1834 byl pak výrazně rozšířen hřbitov.
K celkové renovaci se přistoupilo v roce 1906. Celý kostel získal novou kamennou dlažbu. Při sejmutí omítek byly objeveny výše zmiňované gotické fresky. Jejich restaurování zajistil H. Hagenmüller, profesor malířské akademie v Mnichově.

Zdroj
Kniha Dějiny Jemnice, vydaná Městem Jemnice v roce 2010 (strany 15 až 37, 248 aj.)